# 1170年代
| 千纪： | 2千纪                                                                                            |
| 世纪： | 11世纪 \| 12世纪 \| 13世纪                                                                       |
| 年代： | 1140年代 \| 1150年代 \| 1160年代 \| 1170年代 \| 1180年代 \| 1190年代 \| 1200年代                 |
| 年份： | 1170年 \| 1171年 \| 1172年 \| 1173年 \| 1174年 \| 1175年 \| 1176年 \| 1177年 \| 1178年 \| 1179年 |

## 大事记
- 1170年，高丽郑仲夫、李义方等废黜高丽毅宗，武臣政权开始。
- 1172年，南宋改左右尚书仆射为左右丞相。
- 1173年，萨拉丁成为阿尤布王朝苏丹，灭法蒂玛王朝。

## 出生
- 木华黎（1170年）

## 逝世
- 虞允文（1174年）